# Hercules (Californië)
Hercules is een plaats in Contra Costa County in Californië in de VS.

## Geografie
Hercules bevindt zich op 38°0′27″Noord, 122°15′31″West. De totale oppervlakte bedraagt 47,4 km² (18.,3 mijl²) waarvan 16,8 km² (6,5 mijl²) land is en 30,6 km² (11,8 mijl²) of 64.59% water is.

## Demografie
Volgens de census van 2000 bedroeg de bevolkingsdichtheid 1161,2/km² (3008,2/mijl²) en het totale bevolkingsaantal bedroeg 19.488 als volgt onderverdeeld naar etniciteit:
- 27,98% blanken
- 18,78% zwarten of Afrikaanse Amerikanen
- 0,25% inheemse Amerikanen
- 42,73% Aziaten
- 0,46% mensen afkomstig van eilanden in de Grote Oceaan
- 4,47% andere
- 5,33% twee of meer rassen
- 10,81% Spaans of Latino

Er waren 6423 gezinnen en 4997 families in Hercules. De gemiddelde gezinsgrootte bedroeg 3,03.

## Plaatsen in de nabije omgeving
De onderstaande figuur toont nabijgelegen plaatsen in een straal van 8 km rond Hercules.